# Katharinenberg
Katharinenberg is een ortsteil van de landgemeente Südeichsfeld in de Duitse deelstaat Thüringen. Tot 1 december was Katharinenberg een zelfstandige gemeente.